# هاغانا الإنترنت
هاغانا الإنترنت (بالإنجليزية: Internet Haganah) هي «شبكة استخبارات أو رصد محتوى عالمية مكرسة لمواجهة أنشطة الإنترنت من قبل الإسلاميين ومؤيديهم ومن يعاونهم والمدافعين عنهم» ويديرها إسرائيليين وأمريكيين ذوي أصول يهودية.
هاغانا الإنترنت هي أيضًا منظمة ناشطة تحاول إقناع الشركات بعدم تقديم خدمات على شبكة الإنترنت لهذه المجموعات، وجمع المعلومات الاستخبارية لتخزينها ونقلها إلى المنظمات الحكومية، وقد تم تشكيلها من قبل آرون ويسبورد، مبرمج كمبيوتر أمريكي من إلينوي، في عام 2002، وأصبح جزءًا من مجموعة من شركات مراقبة الويب الخاصة بمكافحة الإرهاب، بما في ذلك «مركز أبحاث الإرهاب»، و «معهد البحث عن الكيانات الإرهابية الدولية»، و «شبكة المخابرات نورث ويست». المؤسس ويسبورد هو الموظف الوحيد بدوام كامل في هاغانا الإنترنت، والذي يعمل بشكل أساسي من مكتبه المنزلي، بمساعدة العديد من زملائه عبر الإنترنت.

## المنظمة
الهاغاناه هي كلمة عبرية تعني «الدفاع»، الهاغانا هي أيضا اسم الميليشيا الصهيونية التي تشكلت أصلا للدفاع عن المستوطنين اليهود في فترة الانتداب البريطاني على فلسطين، والتي تطورت لتصبح الآن جيش الدفاع الإسرائيلي.

هناك جزءان رئيسيان لهاغانا الإنترنت: 

1. مجموعة صغيرة وعالمية من الباحثين والاستشاريين والمحللين والمترجمين، ويصفون أنفسهم بالتالي «الذين يتعاونون ويعملون مع بعضهم البعض حسبما تقتضيه رغباتهم المشتركة في القيام بأكثر من مجرد مشاهدة الإسلاميين وهم يستخدمون الإنترنت. نحن [إنترنت الهاغانا] نتشارك في فهم أنه تم الإعلان عن الجهاد، أو الحرب المقدسة، ضد الغرب، ويجب مواجهة هؤلاء الجهاديين في أي ميدان من المعركة قد يظهرون فيه».
2. المنظمة الأم وهي جمعية البحث على الإنترنت.

## العمليات
وتقول المنظمة إنها أسقطت أكثر من 1000 موقع جهادي،  شعار نجاحهم هو رسم أزرق لـ أيه كيه-47.
ولإستهداف مواقع الويب التي يُنظر إليها على أنها تهديدات، تعتمد المنظمة على مجتمع الويب الخاص بها للعثور على الجهاديين، وعبر استعمال خدمة "whois" مجانية لتحديد ما إذا كان الخادم الذي يستضيف مواقع الجهاديين موجودا في الولايات المتحدة إذا كان الأمر كذلك، كما هو الحال في موقع mawusat.com ومضيفه جودادي، فإن عملاء هاغانا الإنترنت يعربون عن قلقهم بشأن طبيعة الموقع ويطلبون من المضيف إزالته، إن لم يتفاعل المُستضيف مع طلبهم، وإذا كان الموقع يدخل ضمن قائمة وزارة الخارجية الامريكية للمنظمات الإرهابية الأجنبية، أو قائمة مكتب مراقبة الأصول الأجنبية للمصنفين من المواطنين والأشخاص المحظورين وهو مكتب تابع لـوزارة الخزانة الأمريكية، ستقوم في تلك الحالة منظمة هاغانا الإنترنت بالتواصل مع البنوك والممولين للشركة المضيفة لموقع الجهاديين وهو إجراء تهديدي كون البنك أو الممول لشركة الاستضافة قد يواجه عقوبات شديدة بسبب الدخول في معاملات غير معلن عنها مع الموقع الجهادي المشتبه فيه، أما في حالة ما إذا فشلت كل الإجراءات السابقة يمكن الاتصال بوسائل الإعلام للقيام بنوع من الضغط.
ومع ذلك، غالبًا ما تجد أهدافهم تدابير مضادة ضد هذه الإجراءات، مثلا في حالة GoDaddy.com (شركة الاستضافة) و mawusat.com (الموقع الجهادي)، تمت مهاجمة الموقع، لكنه ظهر على خادم مختلف في غضون أسبوع.

وقد ذكرت نيوزويك: 
يقولون إنه ليس من قبيل المصادفة أنه في العام الماضي فقط، أصبح الإسلاميون أكثر ذكاءً في استخدامهم للإنترنت، في أوائل عام 2004، نشر المتمرد العراقي أبو مصعب الزرقاوي ومجموعته شريط فيديو لإعدام نيكولاس بيرغ، وهو مقاول أمريكي يعمل في العراق، إلى موقع على الإنترنت، والذي تلقى العديد من الزيارات. واليوم ينشر الجهاديون أدلة على عملياتهم في عشرات المواقع وينسقون عملياتهم على قوائم البريد الإلكتروني السرية ومواقع الويب المحمية بكلمة مرور وخدمات الدردشة الصوتية مثل بالتوك، التي لا تترك وراءها سجلاً مطبوعًا. تقول ريتا كاتز، التي تراقب أنشطة الإنترنت الإسلامية كمديرة لمعهد الموقع في واشنطن العاصمة: «لقد أصبح مستوى تعقيد هذه المجموعات أمرًا لا يمكن تصديقه». - ستون، براد (13 يوليو 2005.) 

## مؤسسها
آرون ويسبورد هو «نصف أيرلندي ونصف يهودي من نيويورك» في كاربونديل بولاية إلينوي، وكان رائد فلسفة في جامعة جورج واشنطن، وهو مؤسس ومدير هاغانا الإنترنت، وأيضًا جمعية أبحاث الإنترنت.

## التغطية الصحفية
تلقت هاغانا الإنترنت تغطية صحفية من منشورات مثل وايرد و نيوزويك ، وقد تم التطرق لصراع هاغانا الإنترنت مع المُخترق الإسلامي يونس التسولي (إرهابي 007) في يوليو / أغسطس 2006 من مجلة ذا أتلانتيك، وفي الإعلام العربي تطرقت إحدى الصحف التابعة لحماس لمنظمة هاغانا الإنترنت.
وقد تم تحديد هاغانا الإنترنت من قبل ميديا ماترز لأمريكا كأحد المصادر لإستخدام مصطلح «انتفاضة أوباما (Obama Intifada)»، وهو مصطلح ينتقد سياسات الرئيس الأمريكي باراك أوباما تجاه إسرائيل.

## روابط خارجية
- الموقع الرسمي (الأرشيف، محمي بكلمة مرور)
- الموقع الرسمي (أحدث الإدخالات)